# Premierzy Rwandy
| Osoba                                                 | Osoba   | Osoba                             | Kadencja             | Kadencja             | Partia polityczna                                         |
| #                                                     | Portret | Imię i Nazwisko                   | Od                   | Do                   | Partia polityczna                                         |
| ----------------------------------------------------- | ------- | --------------------------------- | -------------------- | -------------------- | --------------------------------------------------------- |
| 1                                                     |         | Grégoire Kayibanda (1924–1976)    | 26 października 1960 | 26 października 1961 | Partia Ruchu Emancypacji Hutu (Parmehutu)                 |
| wakat (26 października 1961 – 30 czerwca 1962)        |         |                                   |                      |                      |                                                           |
| urząd zniesiony (1 lipca 1962 – 12 października 1991) |         |                                   |                      |                      |                                                           |
| 2                                                     |         | Sylvestre Nsanzimana (1936–)      | 12 października 1991 | 2 kwietnia 1992      | Narodowy Ruch Republikański na rzecz Demokracji i Rozwoju |
| 3                                                     |         | Dismas Nsengiyaremye (1945–)      | 2 kwietnia 1992      | 18 lipca 1993        | Republikański Ruch Demokratyczny                          |
| 4                                                     |         | Agathe Uwilingiyimana (1953–1994) | 18 lipca 1993        | 7 kwietnia 1994      | Republikański Ruch Demokratyczny                          |
| 5                                                     |         | Jean Kambanda (1955–)             | 9 kwietnia 1994      | 19 lipca 1994        | Republikański Ruch Demokratyczny                          |
| 6                                                     |         | Faustin Twagiramungu (1945–2023)  | 19 lipca 1994        | 31 sierpnia 1995     | Republikański Ruch Demokratyczny                          |
| 7                                                     |         | Pierre-Célestin Rwigema (1953–)   | 31 sierpnia 1995     | 8 marca 2000         | Republikański Ruch Demokratyczny                          |
| 8                                                     |         | Bernard Makuza (1961–)            | 8 marca 2000         | 7 października 2011  | Republikański Ruch Demokratyczny / bezpartyjny            |
| 9                                                     |         | Pierre Damien Habumuremyi (1961–) | 7 października 2011  | 24 lipca 2014        | Rwandyjski Front Patriotyczny                             |
| 10                                                    |         | Anastase Murekezi (1952–)         | 24 lipca 2014        | 30 sierpnia 2017     | Partia Socjaldemokratyczna                                |
| 11                                                    |         | Édouard Ngirente (1973–)          | 30 sierpnia 2017     | 23 lipca 2025        | Partia Socjaldemokratyczna                                |
| 12                                                    |         | Justin Nsengiyumva (1971–)        | 23 lipca 2025        | nadal                | Partia Socjaldemokratyczna                                |